# Dologi jog
A jogtudományban a dologi jog a jogrendszer és ezen belül elsősorban a magánjog azon részét jelenti, amely a személyek számára abszolút jogok keretében jogi uralmat biztosít a rendelkezésre álló vagyoni értékű javak felett.
Abszolút szerkezetű (in rem) védelmet élvező jogok a tulajdonjog és a korlátolt dologi jogok, amelyeket magukat is dologi jogoknak nevezünk.

## Története
A dologi jog fogalma a római jogban még nem jelent meg, azonban az in rem védelemben részesülő jogviszonyokat már Gaius is külön részként tárgyalta könyvének a dolgokról (De rebus) írt fejezetében.

## Tulajdonságai
A dologi jog, illetve a dologi jogok szembeállítható(k) a kötelmi joggal, illetve a kötelmi jogokkal, amelyek nem mindenkivel szembeni, hanem csak meghatározott személlyel (személyekkel) szemben élveznek védelmet, pontosabban csak meghatározott személlyel (személyekkel) szemben illetik meg a jogosultat. Ilyenek például a szerződés, a szerződésen kívüli károkozás vagy a jogalap nélküli gazdagodás alapján fennálló jogok.